# Patrik Isaksson
Leif Patrik Isaksson (Västerås, 8 de abril de 1973) es un deportista sueco que compitió en natación, especialista en el estilo braza.
Ganó cuatro medallas en el Campeonato Mundial de Natación en Piscina Corta, en los años 1997 y 1999, una medalla de bronce en el Campeonato Europeo de Natación de 1999 y ocho medallas en el Campeonato Europeo de Natación en Piscina Corta entre los años 1996 y 2001.

## Palmarés internacional
| Campeonato Mundial en Piscina Corta | Campeonato Mundial en Piscina Corta | Campeonato Mundial en Piscina Corta | Campeonato Mundial en Piscina Corta |
| Año                                 | Lugar                               | Medalla                             | Prueba                              |
| ----------------------------------- | ----------------------------------- | ----------------------------------- | ----------------------------------- |
| 1997                                | Gotemburgo (Suecia)                 | Medalla de oro                      | 100 m braza                         |
| 1999                                | Hong Kong (China)                   | Medalla de oro                      | 100 m braza                         |
| 1999                                | Hong Kong (China)                   | Medalla de plata                    | 50 m braza                          |
| 1999                                | Hong Kong (China)                   | Medalla de plata                    | 4 × 100 m estilos                   |
| Campeonato Europeo                  |                                     |                                     |                                     |
| Año                                 | Lugar                               | Medalla                             | Prueba                              |
| 1999                                | Estambul (Turquía)                  | Medalla de bronce                   | 4 × 100 m estilos                   |
| Campeonato Europeo en Piscina Corta |                                     |                                     |                                     |
| Año                                 | Lugar                               | Medalla                             | Prueba                              |
| 1996                                | Rostock (Alemania)                  | Medalla de oro                      | 50 m braza                          |
| 1996                                | Rostock (Alemania)                  | Medalla de plata                    | 100 m braza                         |
| 1998                                | Sheffield (Reino Unido)             | Medalla de oro                      | 100 m braza                         |
| 1998                                | Sheffield (Reino Unido)             | Medalla de oro                      | 4 × 50 m estilos                    |
| 1998                                | Sheffield (Reino Unido)             | Medalla de plata                    | 50 m braza                          |
| 1999                                | Lisboa (Portugal)                   | Medalla de oro                      | 4 × 50 m estilos                    |
| 1999                                | Lisboa (Portugal)                   | Medalla de plata                    | 100 m braza                         |
| 2001                                | Amberes (Bélgica)                   | Medalla de bronce                   | 4 × 50 m estilos                    |